# Марсія Мюллер
Марсія Мюллер (англ. Marcia Muller; нар. 28 вересня 1944 року, Детройт, Мічиган, США) — американська письменниця детективного жанру, журналістка. Вона написала серію романів з головною героїнею, приватним детективом Шерон Маккоун. Мюллер стала володаркою декількох престижних літературних нагород: премії Шамус, Діліс, Ентоні. У 2005 році їй була присуджена номінація Grand Master премії Едгара По. Вона одружена з автором детективної прози Біллом Пронзіні, з яким написала кілька романів.

## Біографія
Народилася в Детройті, штат Мічиган, але виросла в місті Бірмінгем з цього штату. Закінчила навчання англійській мові в Мічиганському університеті, після чого працювала журналісткою в журналі Sunset.

## Твори

### Серія Шерон Маккоун
- Edwin of the Iron Shoes (Едвін і залізні черевики) (1977);
- Ask the Cards A Question (Задайте картам питання) (1982);
- The Cheshire Cat's Eye (Око Чеширського кота) (1983);
- Games to Keep the Dark Away (Ігри, щоб зберегти темряву) (1984);
- Leave A Message for Willie (Залиш послання для Віллі) (1984)
- Double (Подвійне) (1984) (співавтор, її чоловік Білл Пронзіні);
- There's Nothing to Be Afraid of (Немає чого боятися) (1985);
- Eye of the Storm (Око бурі) (1988);
- There's Something in A Sunday (Щось у неділю) (1989);
- The Shape of Dread (Форма жаху) (1989);
- Trophies and Dead Things (Трофеї та мертві речі) (1990);
- Where Echoes Live (Де живуть відлуння) (1991);
- Pennies on A Dead Woman's Eyes (Пенні прикрили очі мертвої жінки) (1992);
- Wolf in the Shadows[en] (Вовк у тінях) (1993) (отримав премію Ентоні);
- Till the Butchers Cut Him Down (Поки м'ясники не зріжуть його) (1994);
- The McCone Files (Файли Маккоун) (збірка оповідань) (1994);
- A Wild and Lonely Place (Дике та самотнє місце) (1995);
- The Broken Promise Land (Земля марної обіцянки) (1996);
- Both Ends of the Night (Обидва кінця ночі) (1997)
- While Other People Sleep (Поки інші люди сплять) (1998);
- A Walk Through the Fire (Прогулянка крізь вогонь) (1999);
- McCone and Friends (Маккоун і друзі) (збірка оповідань) (1999);
- Listen to the Silence (Слухай мовчання) (2000);
- Dead Midnight (Мертва північ) (2002);
- The Dangerous Hour (Небезпечна година) (2004);
- Vanishing Point (Точка зникнення) (2006);
- The Ever-Running Man (Людина, що постійно біжить) (2007);
- Burn Out (Вигорання) (2008);
- Locked In (Заблоковано) (2009); (премія Шамус)
- Coming Back (Повернення) (2010);
- City of Whispers (Місто чуток) (2011);
- Looking For Yesterday (Шукаючи вчора) (2012);
- The Night Searchers (Нічні шукачі) (2014);
- Someone Always Knows (Хтось завжди знає) (2016);
- The Color of Fear (Колір жаху) (2017);
- The Breakers (Вимикачі) (2018).

### Серія Єлени Оліварес
- The Tree of Death (Дерево смерті) (1983);
- The Legend of the Slain Soldiers (Легенда про вбитих солдатів) (1985);
- Beyond the Grave (Потойбічний) (1986) (разом з Біллом Пронзіні);

### Серія Джоанни Старк
- The Cavalier in White (Кавалер у білому) (1986);
- There Hangs the Knife (Там висить ніж) (1988);
- Dark Star (Темна зірка) (1989).

### Серія округу Соледад
- Point Deception (Пункт обману) (2001);
- Cyanide Wells (Ціанідні колодязі) (2003);
- Cape Perdido (Мис Пердідо) (2005).

### Серія Карпентера та Квінканнона (разом з Біллом Пронзіні)
- Beyond the Grave (За могилою) (1986)
- The Bughouse Affair (Справа Багхауз) (2013);
- The Spook Lights Affair (Справа жахливих вогнів) (2013);
- The Body Snatchers Affair (Справа викрадачів тіл) (2015);
- The Plagues of Thieves Affair (Справа пошесті злодіїв) (2016);
- Dangerous Ladies Affair (Справа небезпечних леді) (2017).

### Несерійні романи
- The Lighthouse (Маяк) (1987) (разом із Біллом Пронзіні)

### Антології та збірники (разом із Біллом Пронзіні)
- The Web She Weaves ( Павутина, яку вона сплітає) (1983);
- Witches Brew: Horror and Supernatural Stories by Women (Відьми варять: жахи і надприродні розповіді жінок) (1984);
- Child's Ploy: An Anthology of Mystery and Suspense Stories (Дитяча гра: Антологія таємниць і повістей) (1984);
- She Won the West: An Anthology of Western and Frontier Stories by Women (Вона перемогла Захід: Антологія жіночих історій Заходу та прикордоння) (1985);
- Dark Lessons: Crime and Detection on Campus (Темні уроки: Злочин і розкриття його на території кампусу) (1985);
- Kill or Cure: Suspense Stories About the World of Medicine (Вбити або вилікувати: Розповіді про світ медицини) (1985);
- The Deadly Arts: A Collection of Artful Suspense (Смертельне мистецтво: Колекція мистецького саспенсу) (1985)
- Chapter and Hearse: Suspense Stories About the World of Books (Розділ і катафалк: повісті про світ книг) (1985);
- The Wickedest Show on Earth: A Carnival of Circus Suspense (Найбезпечніше шоу на Землі: Карнавал циркового саспенса) (1985);
- Lady on the Case: 21 Stories and 1 Complete Novel Starring the World's Great Female Sleuths (Леді у справі: 21 оповідання та 1 повноцінний роман з величними жінками-детективами світу в головних ролях) (1988) (у співавторстві ще й з Мартіном Грінбергом);
- Detective Duos: The Best Adventures of Twenty-Five Crime-Solving Twosomes (Детективні дуети: Найкращі пригоди двадцяти п'яти пар, що розкривають злочини) (1997);
- Duo (Дует) (1998);
- Crucifixion River (Річка Розп'яття) (2007).

### Антології та збірники (одноосібно)
- Deceptions (Обмани) (1991);
- Time of the Wolves (Час вовків) (2003);
- Somewhere in the City (Десь у місті) (2007);

### Нехудожні твори
- 1001 Midnights: The Aficionado's Guide to Mystery and Detective Fiction (1001 ніч: Посібник шанувальників таємниць і фантастики) (1986) (разом із Біллом Пронзіні)